# Капсодасос
Капсода̀сос (на гръцки: Καψοδάσος) е село в Република Гърция, разположено на остров Крит. Селото е част от дем Сфакия и има население от 62души.

## Личности
Родени в Капсодасос
- Константинос Тарантулис (1883 – 1937), гръцки военен и революционер, деец на Гръцката въоръжена пропаганда в Македония